# Boston Consulting Group

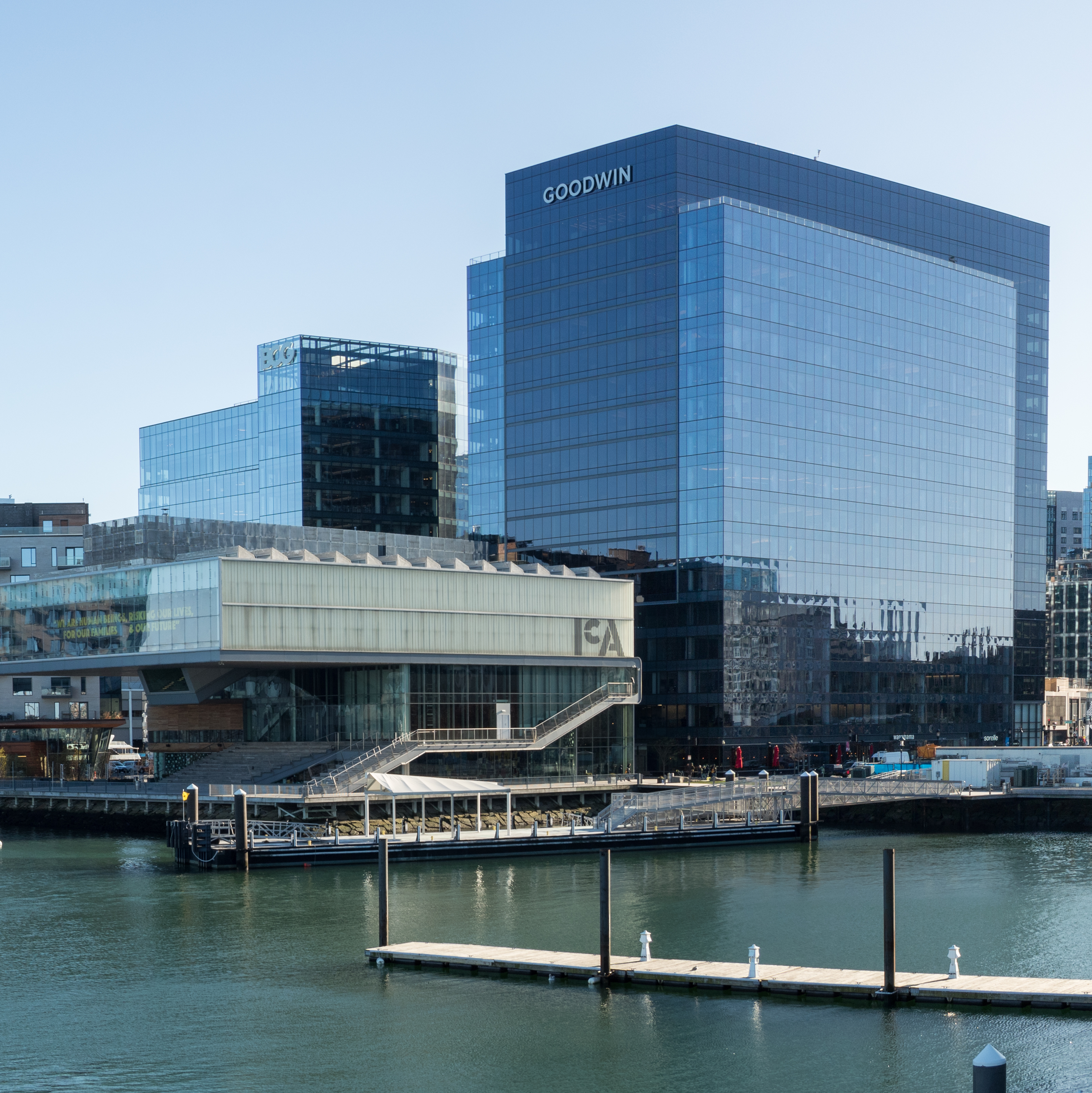
Die Firmenzentrale in Boston (2019)

Die Boston Consulting Group (BCG) ist eine US-amerikanische Unternehmensberatung. Sie wurde im Jahr 1963 gegründet. Die BCG befindet sich heute vollständig im Eigentum der Partner und Senior-Partner, die somit alle Anteile der Gesellschaft halten. Neue Partner werden von der Landesgesellschaft vorgeschlagen und von der weltweiten Partnergruppe gewählt. Die Rechtsform der amerikanischen Muttergesellschaft ist „Corporation/Inc.“ (siehe auch Gesellschaftsrecht der Vereinigten Staaten), die deutsche Tochtergesellschaft ist als GmbH organisiert.
BCG selbst versteht sich als Strategieberatung; diese gliedert sich in verschiedene Themengebiete.

## Geschichte
Die Boston Consulting Group wurde 1963 von Bruce Henderson (1915–1992) in Boston gegründet. Er baute, nach 18 Jahren Industrieerfahrung bei Westinghouse von der Unternehmensberatung Arthur D. Little kommend, zunächst eine Beratungsabteilung der Boston Safe Deposit and Trust Company auf. Zwischen 1975 und 1979 kaufte sich das zukünftige Management durch ein Mitarbeiter-Aktienoptionsprogramm von „Boston Safe Deposit and Trust“ los. Danach wurde „Strategie“ als Beratungsfokus definiert und die Boston Consulting Group gegründet.
1973 verließen Bill Bain und andere Mitarbeiter BCG und gründeten die Unternehmensberatung Bain & Company.
1998 gründete BCG das „Strategy Institute“. Ziel war, das strategische Denken des Unternehmens zu verbessern, indem Erkenntnisse aus akademischen Disziplinen für die Ermittlung von strategischen Herausforderungen an Wirtschaft und Gesellschaft genutzt werden. 2000 gründete BCG die 100%ige Tochtergesellschaft Platinion GmbH mit Sitz an den Standorten Köln, München, Hamburg, Berlin, Frankfurt am Main, Mailand, New York und an mehreren Standorten in Asien. Ihr Kerngeschäft ist die IT-Beratung. 2014 wurde die Tochterfirma BCG Digital Ventures mit Sitz in Manhattan Beach, Berlin, London und Sydney gegründet. BCGDV entwickelt und vermarktet neue digitale Produkte und Geschäftsmodelle mit dem Ziel, die Transformation und Modernisierung in Großkonzernen zu beschleunigen. 2015 gründete BCG die Tochterfirma BCG GAMMA als Kompetenzzentrum für die Datennutzung. Mit BrightHouse übernahm BCG 2015 eine Beratungsfirma, die auf Zweck-Beratung spezialisiert ist. 2016 übernahm BCG die Einkaufs- und Supply-Chain-Management-Beratung Inverto mit Standorten in Deutschland, Österreich, Großbritannien und China. 2019 entstand das Center for Climate Action als Kompetenzzentrum für Klimastrategien mit dem Ziel, Wettbewerbsvorteile für Unternehmen in einer dekarbonisierten Wirtschaft zu erzielen.
Heute existieren mehr als 100 Büros in über 50 Ländern. Das erste deutsche Büro wurde 1975 in München eröffnet. In Deutschland hat Boston Consulting Büros in Berlin, Düsseldorf, Frankfurt am Main, Hamburg, Köln, München und Stuttgart. Von April 2019 bis Dezember 2020 war Matthias Tauber Chef von BCG Deutschland, Österreich sowie Mittel-/Osteuropa und folgte auf Carsten Kratz, der von 2013 bis März 2019 die Geschäfte von BCG Deutschland leitete. Im Januar 2022 übernahm Michael Brigl die Geschäfte für BCG im deutschsprachigen Raum und Osteuropa (Central Europe) von Matthias Tauber. Der wiederum ist seither für Europa, den Nahen Osten und Südamerika zuständig (EMESA).

## Gaza Humanitarian Foundation
Im Jahr 2025 geriet die Arbeit der Boston Consulting Group (BCG) im Gazastreifen in den Mittelpunkt einer internationalen Kontroverse. Die Unternehmensberatung war zunächst auf pro bono-Basis an der Gründung der von israelischen Geschäftsleuten initiierten und von Israel sowie den USA unterstützten Gaza Humanitarian Foundation (GHF) beteiligt, die humanitäre Hilfe außerhalb des üblichen UN-Systems koordinieren sollte. Die Initiative wurde bereits zum Start von heftiger Kritik begleitet, da sie mit dem Tod Hunderter Zivilisten in Verbindung stand und internationale Vorwürfe wegen fehlender Transparenz sowie politischer Einflussnahme laut wurden.
Parallel zur Arbeit an der GHF entwickelte ein Team von BCG-Beratern im Auftrag einer Gruppe israelischer Unternehmer ein umfassendes wirtschaftliches Modell zur Nachkriegsentwicklung Gazas. Dieses sah unter anderem die Errichtung einer „Trump Riviera“ und einer „Elon Musk Smart Manufacturing Zone“ vor und wurde in Form eines Strategiepapiers an die Trump-Regierung sowie weitere Akteure im Nahen Osten übermittelt.
Ein besonders umstrittener Bestandteil der Modellierung war ein Vorschlag zur „freiwilligen“ Umsiedlung von bis zu 500.000 Palästinensern aus dem Gazastreifen in Drittstaaten wie Somalia, Somaliland, Ägypten, Jordanien oder die Vereinigten Arabischen Emirate. Die zugrundeliegenden Berechnungen prognostizierten wirtschaftliche Vorteile in Höhe von 4,7 Milliarden US-Dollar für aufnehmende Staaten innerhalb der ersten vier Jahre. Die Modellannahmen sahen auch vor, dass der Großteil der Umsiedler dauerhaft im Ausland verbleiben würde. Die Pläne wurden von den Vereinten Nationen mit dem Vorwurf der ethnischen Säuberung kritisiert und stießen auf breite Ablehnung seitens europäischer Regierungen sowie arabischer Nachbarstaaten, die eine Destabilisierung ihrer Bevölkerungsstruktur befürchteten.
BCG erklärte später, dass das Projekt nicht autorisiert gewesen sei und ohne Zustimmung der Unternehmensleitung durchgeführt wurde. Die beteiligten leitenden Mitarbeiter hätten die Art und den Umfang der Arbeit wiederholt falsch dargestellt und seien deshalb im Juni 2025 entlassen worden. Der damalige CEO von BCG sprach von „schwerwiegenden Prozessfehlern“ und bezeichnete das Projekt als „sehr rufschädigend“.
Der Skandal löste eine umfassende Aufarbeitung innerhalb des Unternehmens aus und führte zu externen Untersuchungen, unter anderem durch ein britisches Parlamentskomitee. Auch das Welternährungsprogramm der Vereinten Nationen kündigte an, seine Zusammenarbeit mit BCG aufgrund der Enthüllungen zu überprüfen.

## Steuervermeidung
Wie im Rahmen der Luxemburg-Leaks-Affäre 2014 bekannt wurde, hat die Boston Consulting Group durch rechtlich verbindliche Absprachen (Advance Tax Rulings) mit Luxemburger Behörden Steuervermeidung betrieben.